# Kenichiro Fumita
Kenichiro Fumita (født 18. december 1995) er en japansk bryder, der konkurrerer i græsk-romersk stil.
Han repræsenterede Japan ved sommer-OL 2020 i Tokyo, hvor han tog sølv i 60 kg.